# Laguna Húmedo
A  Laguna Húmedo é um lago localizado na Guatemala. Localiza-se no departamento de Retalhuleu, Município de Retalhuleu.